# Iwo Byczewski

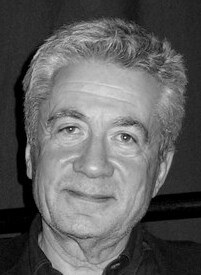
Iwo Byczewski (2009)

Iwo Byczewski (geboren am 29. Februar 1948 in Posen) ist ein polnischer Jurist, Politiker und Diplomat, stellvertretender Außenminister (1991–1995), Botschafter bei der Europäischen Union (2001–2002) sowie in Belgien (2002–2007) und Tunesien (2012–2016).

## Leben
Byczewski ist Absolvent der juristischen Studien an der Rechts- und Verwaltungsfakultät der Adam-Mickiewicz-Universität in Posen. Er studierte auch am Institut für Politikwissenschaften in Paris (1966–1967) sowie am Europäischen Kolleg in Brügge (1971–1972). Im Jahr 1988 promovierte er im Bereich des Völkerrechts am Institut für Staats- und Rechtswissenschaften der Polnischen Akademie der Wissenschaften.
In seiner beruflichen Laufbahn war er Journalist, Beamter im Justizministerium (1977–1982) und anschließend Mitarbeiter am Institut für Wirtschaftswissenschaften der Polnischen Akademie der Wissenschaften (1982–1989).
Seit September 1980 war er Mitglied der „Solidarność“ und gehörte dem Gründungskomitee an. In den Jahren 1980–1981 war er Mitglied des Betriebskomitees im Justizministerium und Vorsitzender der Gewerkschaft in der Kommission zur Untersuchung der Hitlerverbrechen. Nach der Einführung des Kriegsrechts war er Verleger von Untergrundpublikationen und Organisator des Transports. Während der politischen Umwälzungen war er Mitarbeiter des Bürgerkomitees unter Lech Wałęsa. Im Jahr 1989 nahm er an den Verhandlungen des Runden Tisches im Unterausschuss für Vereinigungen und Kommunalverwaltung teil.
Seit 1989 arbeitete er in der staatlichen Verwaltung, unter anderem in der Kanzlei des Senats der Republik Polen und anschließend im Amt des Ministerrates als stellvertretender Bürodirektor. Ab Januar 1990 war er Direktor der Personalabteilung im Außenministerium. Von Juli 1991 bis Januar 1995 war er als Unterstaatssekretär in diesem Ressort tätig.
Seit Mitte der 90er Jahre war er in der Wirtschaft tätig, unter anderem als Vorsitzender des Aufsichtsrats von Alcatel. Von 1997 bis 2001 war er Präsident des Zentrums für Internationale Beziehungen. Im Jahr 2001 wurde er ständiger Vertreter der Republik Polen bei der Europäischen Union. Anschließend war er von 2002 bis 2007 Botschafter Polens in Belgien.
Er wurde Mitglied des Unterstützungskomitees von Bronisław Komorowski vor den vorgezogenen Präsidentschaftswahlen im Jahr 2010.
Im November 2012 überreichte er sein Beglaubigungsschreiben dem Präsidenten der Republik Tunesien und trat das Amt des Botschafters der Republik Polen in diesem Land an. Er wurde zum 31. Juli 2016 abberufen.
Er wurde Dozent und Mitglied des Programmrates der Akademie für Auswärtigen Dienst und Diplomatie am Collegium Civitas.

## Privatleben
Er ist mit der Schauspielerin Anna Nehrebecka verheiratet. Er ist der Enkel von Bohdan Winiarski.

## Auszeichnungen
- Offizierskreuz des Ordens Polonia Restituta (1995)
- Kommandeurskreuz des Ordens Polonia Restituta (2009)

## Bibliografie
- Iwo Byczewski. In: encysol.pl. Archiviert vom Original (polnisch).
- Tadeusz Kosobudzki: MSZ od A do Z. Ludzie i sprawy Ministerstwa Spraw zagranicznych w latach 1990–1995. Wydawnictwo'69, Warszawa 1997, ISBN 83-8624409-7, S. 81–84 (polnisch).